# 川崎市立白山中学校
川崎市立白山中学校（かわさきしりつ はくさんちゅうがっこう）は、かつて神奈川県川崎市麻生区白山一丁目に存在した公立中学校。

## 沿革
- 1981年4月1日 - 創立。
- 2008年3月31日 - 川崎市立王禅寺中学校と統合し閉校。

## 教育目標
1. 自ら考え、正しく判断する力を育てる
2. 健康でたくましい身体を育てる
3. 強靭な意志力と自力的な精神を育てる
4. 節度ある礼儀正しい態度を育てる
5. 郷土を愛し、人を思いやる心を育てる

## 進学前小学校
- 川崎市立白山小学校
- 川崎市立真福寺小学校[1]

## その他
王禅寺中学校との統合後は旧・王禅寺中学校の校舎を新校舎として改築し、改築工事が完了するまで旧・白山中学校の跡地を川崎市立王禅寺中央中学校として使用した。
新ゆりグリーンタウンを開発する際に、一団地の指定を受けているため、敷地には、学校以外のものを建てることはできないが、特例で老人福祉施設と児童養護施設が跡地の入居候補に挙がっている。